# Colchicum
- Commons
- Wikispecies

Cólquico (Colchicum L.) é um género botânico pertencente à família Colchicaceae.

## Sinonímia
- Bulbocodium L.
- Merendera Ramond
- Synsiphon Regel

## Espécies
| - Colchicum autumnale - Colchicum speciosum - Colchicum album - Colchicum corsicum - Colchicum agrippinum | - Colchicum byzantinum - Colchicum bornmuelleri - Colchicum cilicicum - Colchicum laetum - Colchicum lusitanum - Colchium filifolium |

- Lista completa

## Classificação do gênero
| Sistema | Classificação                    | Referência               |
| ------- | -------------------------------- | ------------------------ |
| Linné   | Classe Hexandria, ordem Trigynia | Species plantarum (1753) |